# Myskjasjön
Myskjasjön är en våtmark, tidigare sjö i Norrtälje kommun i Uppland och ingår i Skeboåns huvudavrinningsområde.